# Übergabe der Niederländischen Flotte 1795

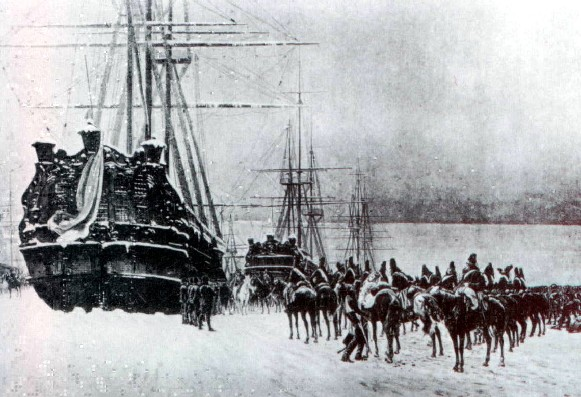
Die niederländische Flotte und französische Kavallerie am 23. Januar 1795, glorifizierendes Gemälde

Die Übergabe der Niederländischen Flotte 1795 war ein Ereignis, das in der späteren und aus französischer Sicht ausgeschmückten Berichterstattung zu der Behauptung führte, französische Kavallerie habe die niederländische Flotte erobert. Diese Legende beruht auf der 1819 veröffentlichten Darstellung von Antoine-Henri Jomini, die sich viele spätere Autoren zu eigen machten.

## Vorgeschichte
Im Sommer 1794 marschierte der französische General Jean-Charles Pichegru in die Österreichischen Niederlande und die Vereinigten Niederlande ein und begann mit der Eroberung des Landes. Brüssel wurde am 10. Juli und Antwerpen am 22. Juli eingenommen. Der Winter setzte früh und mit ungewöhnlich starkem Frost ein. Die Kanäle froren zu, so dass die französischen Truppen die vielen Wasserläufe ohne Schwierigkeiten überqueren konnten. Am 17. Januar 1795 nahmen die Franzosen Utrecht ein. In der Nacht zum 18. Januar floh der Erbstatthalter Wilhelm V. von Oranien per Schiff von Haarlem nach Harwich in Großbritannien. In der gleichen Nacht wurde die Batavische Republik ausgerufen. Am 20. Januar besetzten die Franzosen Amsterdam.

## Die Lage der Flotte

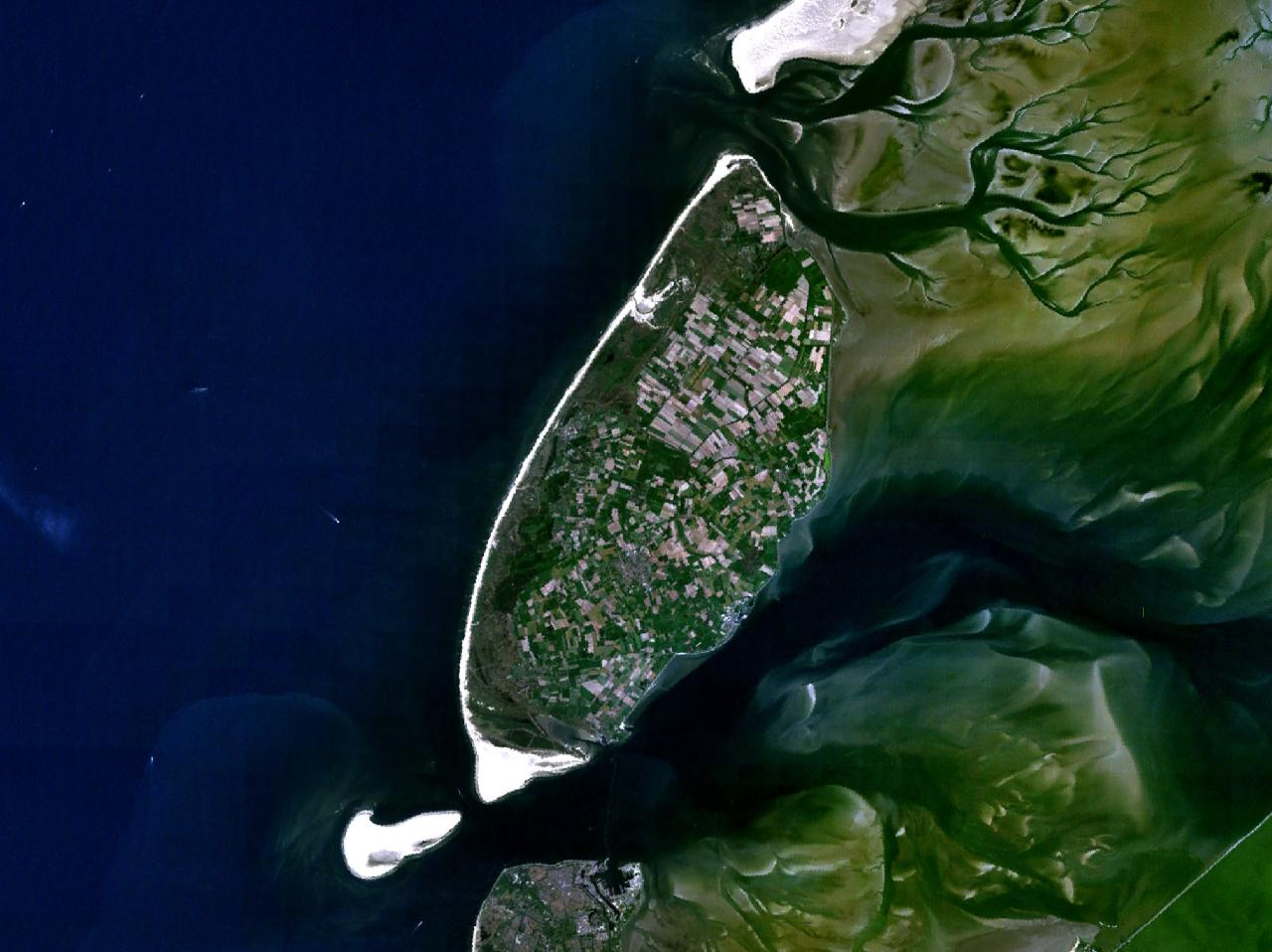
Satellitenbild von Texel bei Ebbe, dem Marsdiep (südlich) und dem Nieuwediep (östlich der Insel)

Wilhelm V. hatte dem Oberbefehlshaber der niederländischen Flotte, Admiral Jan Hendrik van Kinsbergen, befohlen, die Flotte im Marsdiep bei Den Helder ankern zu lassen. Anfang Dezember 1794 waren die Temperaturen eine Woche lang ungewöhnlich tief, und das Wattenmeer von Den Helder bis nach Harlingen fror vollkommen zu. Damit war es unmöglich geworden, in die Zuiderzee einzulaufen. Es folgte ein tagelanger schwerer Nordweststurm. Dennoch gelang es dem Gros der Flotte – 11 Linienschiffe, zwei Transporter und eine Anzahl kleinerer Einheiten – in das Nieuwediep im Lee der Insel Texel zu manövrieren. Als es endlich aufklarte, türmte sich eine hohe Eisbarriere im Marsdiep zwischen Texel und Den Helder. Versuche, die Eisbarriere mit Schwarzpulver zu sprengen, waren erfolglos. Die erwogene Selbstversenkung im Falle eines französischen Angriffs war ebenfalls nicht erfolgversprechend, da bei der geringen Wassertiefe die Franzosen die Schiffsgeschütze ohne große Mühe hätten bergen können. Es fror weiterhin, und die Schiffe waren nunmehr vollkommen im Eis eingeschlossen.
Am 21. Januar erhielt Vizeadmiral Hermanus Reyntjes, der ranghöchste Offizier der eingeschlossenen Schiffe, durch Boten von Admiral van Kinsbergen den Befehl des Staatsrats von Holland und Westfriesland an alle Marine- und Heereseinheiten, jedwede Kampfhandlungen gegen französische Truppen einzustellen. Die Generalstaaten, das niederländische Parlament, verabschiedeten kurz darauf eine auf den 21. Januar datierte Resolution gleichen Inhalts.

## Die Übergabe

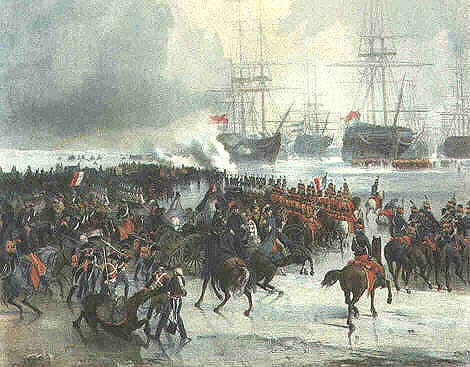
Die niederländische Flotte und französische Kavallerie am 23. Januar 1795 (Gemälde von Charles Mozin)

Mitte Januar hörte General Pichegru von der im Eis eingeschlossenen Flotte. Er befahl dem Brigadegeneral Jan Willem de Winter, zu verhindern, dass die Schiffe nach Großbritannien oder in die noch von den Oraniern gehaltene Provinz Zeeland entkämen. In der Nacht zum 23. Januar 1795 erreichte der 23-jährige Commandant (Bataillonskommandeur) und spätere Generalleutnant Louis Joseph Lahure mit 780 Fußsoldaten, 128 Husaren, 39 Kanonieren und vier sechs-Pfünder Bronzekanonen das Marsdiep bei Den Helder. Am Morgen des 23. Januar ritt er mit einigen seiner Husaren des 8. Husaren-Regiments über das Eis zum niederländischen Flaggschiff, dem Linienschiff Admiraal Piet Heyn, wo ihn Vizeadmiral Reyntjes zu Verhandlungen empfing. Der Verlauf dieser Verhandlungen ist nicht bekannt, aber man einigte sich anscheinend darauf, bis zum Eintreffen klarer Anweisungen den Status quo einzubehalten.
Fünf Tage später, im Beisein des inzwischen eingetroffenen Generals Winter, schworen die Offiziere und Besatzungen der Schiffe, ebenso wie zuvor schon die Besatzungen der niederländischen Schiffe im Hafen von Hellevoetsluis, französischen Anordnungen Folge zu leisten, mit ihren Schiffen nicht ohne französische Genehmigung auszulaufen und militärische Disziplin zu bewahren. Die Schiffe blieben unter niederländischer Flagge und mussten nicht entwaffnet werden.